# Мамуруду
Мамуруду (на френски: Mamouroudou) е град и община в южна Гвинея, регион Канкан, префектура Канкан. Населението на общината през 2014 година е 14 609 души.